# Reinos Olvidados

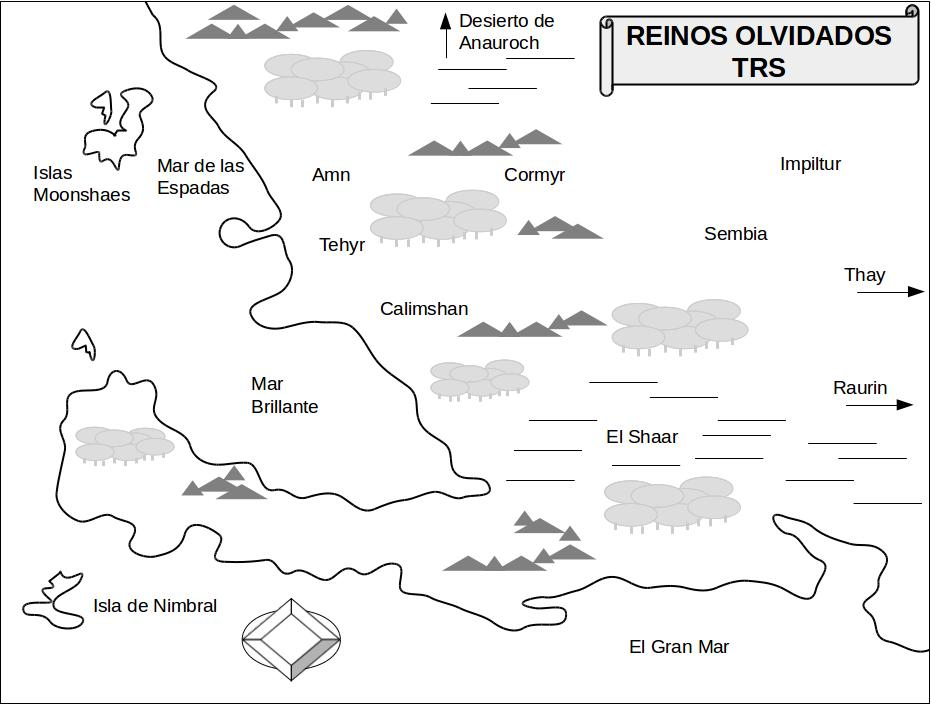
Mapa de los Reinos Olvidados

Reinos Olvidados (o simplemente Los Reinos) es un universo de ficción que constituye un escenario de campaña para el juego de rol Dungeons & Dragons. Fue creado por el diseñador de juegos canadiense Ed Greenwood como su propio escenario de campaña, y detallado a lo largo de una larga serie de artículos en la revista Dragon a partir del año 1985. Durante la década 1990 se constituyó como el escenario o ambientación más popular entre los jugadores de Dungeons & Dragons. La mayor parte de la acción transcurre en el supercontinente de Faerûn, parte de un vasto mundo llamado Abeir-Toril con ciertos paralelismos con el mundo real.
Además de su trascendencia en la historia de Dungeons & Dragons, existen numerosas novelas ambientadas en este mundo, destacando, entre otras, la saga de Drizzt Do'Urden escrita por R.A. Salvatore. Los Reinos Olvidados también es un escenario popular como lugar de ambientación de videojuegos de PC como la saga de Baldur's Gate (Puerta de Baldur), IceWind Dale o Neverwinter Nights.
Los Reinos son en la actualidad un mundo fantástico altamente desarrollado y coherente, que comprende multitud de personajes, lugares, organizaciones y tramas, detallados en una larga serie de suplementos de juego, novelas y accesorios publicados desde finales de la década 1980.

## Historia del escenario de campaña
Aunque todavía no era una ambientación oficial el primer módulo basado en los Reinos, H1 Bloodstone Pass, fue publicado en Estados Unidos en 1985 por la editorial TSR, Inc.. El primer Set de Campaña de Reinos Olvidados plenamente oficial («la vieja caja gris», como se le conoce) no vio la luz hasta 1987 y consistía en una caja con dos libros de reglas y cuatro grandes mapas, diseñado por Ed Greenwood con la colaboración de Jeff Grubb.
Tras la popularidad alcanzada por el escenario, la primera novela basada en el mismo El Pozo de las Tinieblas, que da comienzo a la trilogía de las Moonshaes, escrita por Douglas Niles, se publicó en 1987, y al poco tiempo apareció la primera mención, en La piedra de cristal, de uno de los personajes que más fama ha alcanzado dentro de la ambientación de los Reinos, Drizzt Do'Urden, que ha aparecido posteriormente en multitud de títulos con gran éxito de ventas.
Posteriormente, fueron apareciendo los cómics y los videojuegos como productos independientes pero basados en la ambientación general.
Nuevos Sets de Campaña se han publicado para adaptar la ambientación a las nuevas ediciones de Dungeons & Dragons que van surgiendo, la 2.ª (Advanced Dungeons & Dragons), 3.ª edición y actualmente la 4.ª edición, junto con multitud de accesorios de juego que amplían y desarrollan el mundo de Abeir-Toril y sus diversos planos de existencia, haciendo avanzar su línea cronológica propia.

## El mundo de Reinos Olvidados

### Geografía
Abeir-Toril, antiguo nombre para el planeta, posee varios grandes continentes, entre los cuales se encuentran:
- Faerûn, donde transcurren la mayor parte de novelas de Reinos Olvidados. Bajo este macrocontinente existe otro subterráneo casi del mismo tamaño, la Antípoda Oscura.
- Kara-Tur, basado a grandes rasgos en Asia Oriental en la antigüedad, ha sido detallado en sus propios productos, como Kara-Tur: the Eastern Realms, publicado en USA en 1988.
- Zakhara,
- Abeir Retornado: Anteriormente una porción de tierra del Planeta Abeir (el planeta gemelo de Toril), fue transportado a este durante la Plaga de los Conjuros. Ocupa el lugar que anteriormente ocupaba Maztica.

Se han publicado muchos productos diferentes sobre Faerûn, detallando minuciosamente gran parte del continente hasta constituir un entorno de campaña altamente desarrollado.
En las primeras ediciones, los Reinos compartían una cosmología unificada con varios otros escenarios de campaña de Dungeons & Dragons llamada La gran rueda, que los conectaba entre ellos y con otros muchos planos de existencia. En la tercera edición, Toril recibió su propia y distintiva cosmología, con planos propios no conectados con los demás.

### Religión
La religión juega un papel importante en los Reinos Olvidados, con las deidades y sus seguidores perfectamente integrados con el resto del escenario. En los Reinos, el silencio de Dios es un concepto desconocido, puesto que las potencias intervienen directamente en los asuntos de los mortales, responden a las plegarias y tienen sus propias agendas e intereses.
Existen un enorme número de dioses, organizados en diversos panteones politeístas y un gran número de productos de juego han detallado a los propios dioses, a sus iglesias o a sus adoradores, unos en mayor medida que otros.
Mucha de la historia detallada en las novelas de los Reinos y en sus diversos suplementos está relacionada con las acciones de los propios dioses o de los Elegidos, mortales a los que se ha concedido una porción del poder de su deidad tutelar, como Elminster o las Siete Hermanas (Mystra), Fzoul (Bane) o Cadderly (Deneir).
La mayoría de los dioses de todas las razas viven en los llamados Planos Exteriores, cada uno marcado por un alineamiento que oscila entre el Bien, Mal, Ley ,Caos y Neutralidad . Cada divinidad reside en un plano que está definido en las diferentes cosmologías de los Reinos
Por encima de todos lo demás dioses esta Ao, el supradios, creador de la esfera conocida como Realmspace, donde se ubica Toril. Ao no respalda a ningún adorador y se mantiene a distancia de los mortales, estando por encima de conceptos como alineamiento, siendo su primera aparición en la "Era de los Trastornos" .

### Historia

#### La Era de los Trastornos
Uno de los momentos recientes más importantes de la historia de Faerûn es la Era de los Trastornos, también llamada Guerra de los Dioses o Crisis de los Avatares. Esto sucedió en el año 1358 (según el Cómputo de los Valles). Hasta ese momento, los dioses se preocupaban más de sus luchas internas que de lo que sucedía en Toril, al que veían como una simple diversión. La gota que colmó el vaso fue el robo por parte de Bane (en su anterior encarnación) y Myrkul (antiguo dios de los muertos) de las Tablas del Destino con el objetivo de ganar poder sobre los demás dioses, ya que el objeto del hurto era un registro con las responsabilidades de todas las deidades de Faerûn.
El señor Ao (dios supremo) montó en cólera, ya que entendió que a los dioses ya no les preocupaban sus fieles, y como castigo les expulsó de sus reinos extraplanarios y les envió a Faerûn, a que caminasen en cuerpos de mortales llamados avatares. Sólo Helm, el vigilante, quedó guardando el acceso a los reinos extraplanarios para que ningún dios o semidiós osase volver hasta que el Dios Supremo diese por finalizado el castigo.
Durante este periodo, que duró aproximadamente un mes, hubo varios cambios en el panteón:
- La diosa de la magia, Mystra, murió, pero la humana Medianoche se hizo cargo de su ámbito de poder y de su nombre.
- Torm murió luchando contra Bane, pero como lo hizo en cumplimiento de sus valores (obediencia y deber) fue readmitido como deidad por Ao.
- Al morir Myrkul (dios de los muertos), su ámbito pasó a Cyric, pero éste lo perdió en favor de Kelemvor.
- Cyric usó la espada Matadioses (encarnación de Máscara) para matar a Baal (dios del asesinato) y a Leira (diosa del engaño y las ilusiones) apoderándose del ámbito de poder de ambos. Y más tarde, rompió la espada para debilitar a Máscara (dios de los ladrones).

Tras la vuelta de los dioses a sus reinos extraplanarios, Ao decretó que el poder de cada dios procederá en parte del número y fervor de sus adoradores: dicho de otro modo, que los dioses no podían dejar de lado a sus discípulos si no querían perder parte de su poder.
Durante este período, no funcionaron o lo hicieron aleatoriamente los conjuros de magia divina (que usaban clérigos, druidas, exploradores o paladines) que derivan del dios particular de cada uno, ni los de magia arcana (magos, hechiceros o bardos), que derivan de la Urdimbre de Mystra o de la Urdimbre Sombría de Shar, aunque no se vieron afectados los poderes psiónicos.. Tras este período, aparecieron algunas zonas de magia muerta o de magia salvaje.
Durante estos acontecimientos sucede la trama de los libros de la pentalogía Avatar (Richard Awlinson) y Cerco de oscuridad (R.A. Salvatore).

#### La Plaga de los Conjuros
Sin embargo, la Crisis de los Avatares fue solo el comienzo de una catástrofe mayor. En el año 1385 del Cómputo de los Valles, Mystra fue asesinada por Cyric, quien fue apoyado por Shar, ya que esta quería hacerse con el control de la Urdimbre. Sin embargo, con la muerte de Mystra, la Urdimbre colapsó destruyendo a su paso la Urdimbre Oscura, creando un poderoso efecto mágico conocido como la Plaga de los Conjuros. Una tormenta de fuego azul se extendió por todo el cosmos, afectando la misma base del espacio y el tiempo. Los dominios de los Dioses fueron destruidos y dispersados por el Mar Astral (también conocido como Plano Astral), y solo las Deidades Mayores fueron capaces de proteger sus reinos de los efectos de la Plaga, mientras que la gran mayoría de Deidades Menores murieron o desaparecieron durante la explosión.
En Toril, la devastación fue catastrófica. Los lugares donde reinaba la Magia Salvaje se deformaron terriblemente, convirtiéndose las llamadas "Tierras deformadas por la Plaga". Las criaturas que habitaban en estas regiones y que lograron sobrevivir, se transformaron en las aberraciones conocidas como los "Plagacambiados", y los que recibieron un efecto menor, fueron marcados con las monstruosas y poderosas "cicatrices mágicas". Muchas de las regiones conocidas fueron borradas de la faz de Faerûn, mientras que se daba origen a nuevas regiones. Durante el proceso, Toril se alineó con su planeta gemelo, Abeir, y la plaga también afecto este mundo, intercambiando grandes porciones de tierra de Toril con otras de Abeir.
Al no existir la Urdimbre para que controlara la magia, los efectos de esta se hicieron impredecibles, y la mayoría de las veces, cualquier intento de lanzar un hechizo era fallido. Miles de magos y otros lanza-conjuros fueron destruidos o se volvieron locos en los años siguientes a la destrucción de la Urdimbre, y los que pudieron sobrevivir a esto, simplemente quedaron incapacitados de usar cualquier tipo de magia. La situación no se normalizaría sino hasta el año 1395, cuando la esencia de la magia se normalizo poco a poco, y los magos y otros lanza-conjuros tuvieron que adaptarse a este nuevo ambiente mágico o hacer pactos con criaturas poderosas (Dioses y seres por el estilo) para recuperar su habilidad de controlar la magia.
Este drástico giro de la historia se hizo para que el escenario de campaña de los Reinos pudiera adaptarse a las nuevas reglas de la cuarta edición de Dungeons & Dragons, y los diseñadores aprovecharon esto para adelantar la línea tiempo ficticia de los Reinos cien años en el futuro, al año 1479 del Cómputo de los Valles.

### Magia
La magia en los Reinos dependía de la Urdimbre, una especie de red por la que fluía la magia en bruto. Gracias a esta red, un mago podía realizar las más grandes hazañas, pero sin ella no podía ni encender una vela. Se dice que la Urdimbre era el cuerpo de la mismísima Mystra, diosa de la magia, que la dominaba, pero no podía cortar su flujo sin dejar de existir. En la antigüedad, Karso el Loco, uno de los archimagos de Netheril, trató de alcanzar a Mystril, la primera diosa de la magia, lanzando conjuros tan poderosos que podrían haber acabado con la Urdimbre, así que Mystril se sacrificó para salvarla. Su sucesora, la antigua Mystra, hizo que ningún mortal tuviera jamás posibilidad de tener tal cantidad de poder.
Sin embargo, con la muerte de la segunda Mystra (Medianoche), la Urdimbre fue destruida, causando la Plaga de los Conjuros, la cual cambio la naturaleza de la magia retornándola a su flujo original.

#### Magia Salvaje
Se denominan áreas de magia salvaje a aquellas en las que la Urdimbre presenta daños, bien sea debido a lo sucedido durante la Era de los Trastornos, o debido a algún efecto poderoso que distorsione la Urdimbre. Estas zonas pasan desapercibidas hasta que el conjuro de un lanzador sale mal.
Estas áreas pueden ser detectadas, e incluso reparadas temporalmente; pero la única forma de repararlas de forma permanente es con conjuros de Deseo o Milagro (y no en todos los casos).
Durante la Plaga de los Conjuros, las áreas de Magia Salvajes fueron deformadas terriblemente, transformándose en las "Tierras deformadas por la Plaga", lugares infestados por la Plaga de los Conjuros, los cuales tiene una naturaleza fantástica: motes de tierra flotando por los aires, plantas y criaturas "plagacambiadas" y otras aberraciones mágicas. Cualquier criatura que se acerca a alguna de estas tierras, puede ser afectado por las cicatrices mágicas.

#### Magia muerta
Son lugares en los que ocurrieron sucesos de naturaleza arcana o mística sumamente anormales, al grado que se altera la forma en que opera la magia. Hechos como la muerte de un dios, la destrucción de un mytal o la rotura de un artefacto poderoso (al igual que los sucesos de la Era de los Trastornos) pueden dar origen a zonas de magia muerta. En estas zonas, que no afectan a los usuarios de la Urdimbre Sombría, no funciona ningún hechizo debido a un agujero en la Urdimbre. No funcionan los teletransportes hacia zonas de magia muerta, ni quienes se encuentren en estas zonas pueden ser detectados por hechizos de adivinación. Si un usuario de la Urdimbre entra en estas zonas, se sentirá incómodo.
Estas zonas sólo pueden ser reparadas de forma permanente con conjuros de Deseo o Milagro.
Actualmente, las zonas de magia muerta solo se encuentran en las "Tierras deformadas por la Plaga".

## Razas de Reinos Olvidados
En los Reinos Olvidados coexisten humanos, elfos, enanos, gnomos, medianos, drows, orcos, semielfos, semiorcos y un sinfín de otras criaturas humanoides y monstruosas.
El Escenario de Campaña para Reinos Olvidados añade algunas peculiaridades a las razas ya incorporadas en el juego de rol Dungeons and Dragons:

### Humanos
Se encuentran en todos los continentes, en todo tipo de poblaciones y con todo tipo de alineamientos. Algunos humanos famosos son Elminster (elegido de Mystra), Artemis Entreri, Wulfgar, Catti-brie o Cadderly Bonaduce.
La humanidad se considera a sí misma como una de las cinco razas creadoras, a pesar de ser la última y la más primitiva de ellas. Al igual que otras razas, una parte de los humanos de Faerun no son oriundos de Toril, a pesar de ello, la raza humana se encuentra extendida por todo Faerun.
Los humanos son difícilmente distinguibles por sus rasgos raciales distintivos debido a la enorme diversidad existente por los continuos movimientos de población que han ido mezclándose y dando lugar a culturas únicas e independientes a lo largo de todo Faerun.

### Elfos
Los Elfos son los descendientes de los Eldarines, también conocidos como "Altos Elfos" o "Elfos Grises". La historia de esta raza es considerablemente larga. Los Elfos son natales de otro mundo o plano llamado Faerie, del cual deriva el nombre de Faerûn. Colonizaron gran parte del continente, en especial los bosques de Cormanthor entre otros. Sin embargo no tardaron en entrar en conflicto con otras razas, sobre todo con los Orcos, los Humanos y los Elfos Oscuros que habitaban en la superficie hasta después de La Guerra de la Corona. Debido a tantas guerras y al cada vez mayor contacto que tenían con las demás razas, los Elfos decidieron crear un refugio para ellos: la Isla de Siempre Unidos. Estos longevos seres se dividen en 7 subrazas:
- Drows o elfos oscuros: De piel negra, cabello blanco o amarillo muy pálido y ojos rojos (en la oscuridad) y pálidos (a la luz del día), a excepción de unos pocos son seres de alineamiento maligno y adoradores de deidades como Lloth en las profundidades, o de su hija Elistrae en la superficie. Son odiados por el resto de las razas de Faerûn, especialmente por los demás elfos. Viven mayoritariamente en la Antípoda Oscura, en ciudades como Menzoberranzan y Ched Nasad.
- Elfos del bosque: Con piel de color cobre con matices verdes y ojos castaños, verdes o avellanas, son solitarios aunque no tanto como los elfos salvajes. Suelen ser de alineamiento caótico bueno, y viven en regiones como el Bosque Alto (mayoritariamente), aunque también otros lugares como Tethyr.
- Elfos plateados o elfos lunares: De piel muy clara (azulada cuando se ruborizan), son los elfos más abundantes y más tolerantes con los humanos. También son conocidos como elfos grises.
- Elfos salvajes: De piel bronceada y cabello moreno o castaño claro, es difícil verlos ya que viven en las profundidades de los más frondosos bosques.
- Elfos dorados o elfos solares: De piel dorada, cabello de color oro, cobre o negro y ojos verdes o dorados viven casi exclusivamente en Siempreunidos, en su lengua Eternion, una isla donde no se permite el paso a los no-elfos. También se les encuentra en Luna Plateada y otros lugares.
- Elfos marinos: Los elfos marinos son también llamados elfos acuáticos o de agua. Se dividen a su vez en dos ramas: los del gran mar y los del mar de las estrellas caídas. Los elfos del gran mar son radiantes en distintas tonalidades de verdes profundos, con manchas irregulares amarronadas formando franjas por todos sus cuerpos. Los elfos del mar de las estrellas caídas tienen distintas tonalidades de azul con manchas y franjas blancas, ambos tienen la misma variedad de ojos y color del pelo que puede hallarse en todos los pueblos élficos, y todos tienen las manos y pies palmeados, y la habilidad de respirar bajo el agua.
- Elfos alados o Avariel: Los elfos alados son muy poco conocidos y misteriosos, e incluso para otros elfos. Poseen una belleza casi etérea, siendo su rasgo más característico sus alas blancas. Viven en Mirravin, una ciudad en las montañas.

El principal dios de la mayoría de los elfos que no son drows es Corellon Larethian, el dios élfico de la guerra, a pesar de poder seguir al resto de los Dioses del Seldariné (panteón élfico). Según la creencia, por cada gota de sangre que derrama Corellon en la batalla nace un niño elfo.
Sin embargo, los drows adoran principalmente a Lloth, que fue expulsada del Seldariné por su esposo, Corellon Larethian, junto a sus hijos Eilistrae y Vhaerun, además de que los Elfos Oscuros sienten una gran devoción y respeto hacia las arañas, que para ellos es un símbolo sagrado que representa a la diosa Lloth.

### Enanos
De baja estatura y complexión robusta, desconfían de la magia y son hábiles herreros y luchadores con hacha. No tan longevos como los elfos, pero más que los humanos, se dividen en 3 subrazas :
- Enanos dorados: De piel oscura, mantienen todavía su gran reino en la Gran Brecha y prácticamente no entraron en guerra contra humanoides malignos como sí hicieron los enanos escudo.
- Enanos escudo: De piel más clara, fueron cayendo sus reinos poco a poco a lo largo de la historia, quedando únicamente algunos enclaves. Acabaron separados en 2 clases: los Ocultos (aislados) y los Errantes (que se mezclaban con otras gentes: sin embargo, últimamente hay bastante relación entre ambos grupos y parece que pronto no habrá distinciones. Actualmente su reino más conocido es Mithril Hall. Su alineamiento más común es legal bueno.
- Duergars o enanos grises: Surgidos como modificación genética producto de la esclavitud a manos de los Illitas, que se rebeló contra sus amos, tienen una extraordinaria resistencia a la magia. De piel gris oscura, calvos y con poca barba, viven generalmente en la Antípoda Oscura y tienen alineamiento maligno generalmente, aunque no siempre es así.

### Gnomos
Existen 2 subrazas principales de estos pequeños seres de alineamiento mayoritariamente bueno:
- Svirfneblin o gnomos de las profundidades: De piel, ojos y cabellos grises (aunque los varones son calvos) son seres extraordinariamente sigilosos y cautos, ya que viven amenazados permanentemente por las demás criaturas de la Antípoda Oscura. Sin embargo, su afinidad con la piedra les avisa y les ayuda contra cualquier ataque que les pueda venir. Tenían un bastión (Blingdenstone) cercano a Menzoberranzan, pero los drows les expulsaron de la ciudad.
- Gnomos de las rocas: De piel clara, curiosos y bastante mañosos en construcción mecánica, destacan en trabajos complicados como talla de gemas o similares. Su patria es el famoso reino de Lantan. Algunos han descubierto las armas de pólvora.

### Medianos
Llamados halflings («medianos») en la mayoría de las novelas, son el equivalente a los Hobbits de Tolkien o los kenders de Dragonlance. Regis, uno de los compañeros de Drizzt Do'Urden, pertenece a esta raza. Existen tres subrazas de estos seres:
- Medianos fantasagaces: Salvajes, no suelen mezclarse con las demás razas y no tienen mucho conocimiento de otro tipo de medianos.
- Medianos fortecores: Organizados, disciplinados y diligentes, defienden su patria contra todo tipo de invasores y valoran los enfrentamientos atléticos.
- Medianos piesligeros: El tipo de mediano más común, se mezclan con todo tipo de razas, aunque tienen su patria en el reino de Luiren. Son el equivalente al Mediano común de Dungeons & Dragons.

### Orcos
Los orcos son seres brutales, aliados de los goblins, los ogros, los gigantes y los trolls. Tienen como deidad principal a Grums. Su descripción más común es de una raza de humanoides o monstruos con porciones porcinas (hocico de cerdo y comillos de jabalí, por ejemplo), y de gran fuerza, muy distintos a los orcos de J. R. R. Tolkien. Todos ellos se agrupan en tribus. Existen varios grandes grupos:
- Los orcos de las montañas: son los más antiguos de todos y son los que tienen una civilización y una sociedad más bestial. De todas las subrazas de orcos, son los que más activos se han mantenido a lo largo de la historia de los Reinos, especialmente en el Norte.
- Los orcos nómadas: son orcos nómadas que aparecieron en la Meseta de Thay por un portal hace siglos.Son los que menos aspecto porcino tienen y son seres muy influenciados en la religión.
- Los orcos ensangrentados: ésta subraza provienen de aquellos orcos grises que se han sometido a los experimentos de los Magos Rojos.
- Los orogs: son una escisión de los orcos de las montañas que con el paso de los siglos han ido cambiando poco a poco hasta convertirse en una raza completamente diferente a la de los orcos de las montañas.

En cuanto a razas híbridas relacionadas con los orcos están:
- Ogrillones: son seres híbridos de orcos y ogros.
- Tanarukk: son criaturas medio orcos- medio demonios, que suelen ser más inteligentes que los orcos normales.
- Semiorcos: son un híbrido entre humano y orco. Son muy escasos y la mayoría son de alineamiento caótico. Abundan sobre todo entre tribus de bárbaros

### Dragones
Se tiene dos teorías de los orígenes de los dragones en los Reinos: una dice que una lluvia de meteoritos impactó contra Faerûn, provocando así una desacelerada evolución de los dragones, que se trataban de simples lagartos de grandes dimensiones; la segunda dice que los mismos meteoritos eran huevos de dragón.
Se agrupan en tres grandes subrazas:
- Dragones cromáticos: que se pueden encontrar a los dragones rojos, negros, azules, verdes y blancos. La mayoría de ellos son por naturaleza malignos. Adoran a Tiamat como diosa.
- Dragones metálicos: que son los dragones dorados, plateados, cobrizos y broncíneos. Son por naturaleza benignos.
- Dragones gema: suelen ser dragones de gran poder psiónico.

### Otros seres y monstruos
Otras criaturas y razas que habitan los Reinos son: centauros, sátiros, hombres-dragón, goblins, licántropos, kobolds, trols, grifos, demonios, muertos vivientes, minotauros, ettins, ogros, gigantes, wyverns, elementales, osos-búhos, etc.

## Traducciones en castellano

### Juegos de rol en español
Cuando en 1985 se concibió en Estados Unidos por primera vez el escenario de campaña de Reinos Olvidados la editorial española que tenía los derechos de traducción y publicación de Dungeons & Dragons era Dalmau Carles Pla, pero Dalmau no había obtenido la licencia para Advanced Dungeons & Dragons, que era la versión del juego para la que habían sido creados los Reinos Olvidados. En 1987 TSR se negó a dar continuación a la licencia hasta entonces concedida a Dalmau Carles y Pla y la editorial gerundense renunció a seguir con la publicación de juegos de rol. El universo de Reinos Olvidados fue introducido en España con la segunda edición de Advanced Dungeons & Dragons, que había sido publicada en Estados Unidos en 1989 y de la que, a principios de los años 90, Ediciones Zinco había obtenido los derechos de adaptación en lengua española. La editorial barcelonesa tradujo y publicó pues, en 1992, los dos manuales de reglas básicos de la segunda edición de Advanced Dungeons & Dragons: la Guía del Dungeon Master y el Manual del Jugador. Antes de desaparecer en 1998 Ediciones Zinco también publicó numerosos suplementos para ambientar partidas de esta edición de Advanced Dungeons & Dragons en los Reinos Olvidados, como por ejemplo Forgotten Realms, Vademécum de campaña, Tribus de esclavos, Forgotten Realms, Aventuras o el Compendio de monstruos, volumen 4: Forgotten Realms.
Con el cierre de Ediciones Zinco la editorial que adquirió en 1998 los derechos de publicación en español de Advanced Dungeons & Dragons (y por lo tanto de todos los suplementos relacionados con Reinos Olvidados) fue Ediciones Martínez Roca, pero no continuó la publicación de la segunda edición sino que inició una nueva serie de traducciones, pues en Estados Unidos ya se había publicado (en 1996) una versión revisada de la segunda edición. Martínez Roca dejó de publicar el material de la segunda edición revisada de Advanced Dungeons Dragons cuando en 2001 la tercera edición del juego, titulada de nuevo simplemente Dungeons & Dragons, pasó a ser traducida por Devir Iberia.

### Novelas y atlas en español
Timunmas y Ediciones Altaya son las dos editoriales españolas que han obtenido hasta ahora los derechos de traducción y publicación en castellano del material de Reinos Olvidados no publicado junto a Dungeons & Dragons u otros juegos de rol (esencialmente historietas, novelas, atlas, guías, bestiarios etc). De Timun Mas (nombre de Timunmas en la época en que empezó a publicar novelas de Reinos Olvidados) pueden citarse por ejemplo el Atlas de los Reinos Olvidados o las tres novelas de la trilogía de las Moonshaes: El pozo de las tinieblas, El dios de la muerte y La venganza de Bhaal, entre muchas otras.

### Español
- Rincón del Dungeon Master - Wikipedia de Dungeons & Dragons
- Encrucijada: Web centrada en el mundo de los Reinos y Dragonlance. Incluye información sobre libros, el mundo, rol, etc.
- Clan REO

### Alemán
- Blanvalet Verlag - vertreibt einige der FR-Romane
- Verlag Feder und Schwert - vertreibt einige der FR-Romane
- Baldurs Gate Deutschland - Informationen zu den Vergessen Reichen

### Inglés
- Candlekeep - Forgotten Realms Lore Fansite
- Forgotten Realms: The Library - Fansite about books, authors and artists
- Forgotten Realms Wiki

- Datos: Q853499
- Multimedia: Forgotten Realms / Q853499